# Liste der Olympiasieger im Bogenschießen
Die Liste der Olympiasieger im Bogenschießen umfasst alle Platzierungen 1 bis 3 im Bogenschießen der Olympischen Spiele der Neuzeit. Die heutigen Austragungsformen sind im Individualbereich seit 1972 und als Teamwettbewerb seit 1988 Teil der Olympischen Sommerspiele. Zuvor war das Bogenschießen bereits in den Jahren 1900, 1904, 1908 und 1920 olympische Sportart.

## Heutiges Programm

### Männer

#### Einzel
| Olympia | Gold              | Silber                 | Bronze             |
| ------- | ----------------- | ---------------------- | ------------------ |
| 1972    | John Williams     | Gunnar Jervill         | Kyösti Laasonen    |
| 1976    | Darrell Pace      | Hiroshi Michinaga      | Giancarlo Ferrari  |
| 1980    | Tomi Poikolainen  | Boris Issatschenko     | Giancarlo Ferrari  |
| 1984    | Darrell Pace      | Richard McKinney       | Hiroshi Yamamoto   |
| 1988    | Jay Barrs         | Park Sung-soo          | Wladimir Jeschejew |
| 1992    | Sébastien Flute   | Chung Jae-hun          | Simon Terry        |
| 1996    | Justin Huish      | Magnus Petersson       | Oh Kyo-moon        |
| 2000    | Simon Fairweather | Vic Wunderle           | Wietse van Alten   |
| 2004    | Marco Galiazzo    | Hiroshi Yamamoto       | Tim Cuddihy        |
| 2008    | Wiktor Ruban      | Park Kyung-mo          | Bair Badjonow      |
| 2012    | Oh Jin-hyek       | Takaharu Furukawa      | Dai Xiaoxiang      |
| 2016    | Ku Bon-chan       | Jean-Charles Valladont | Brady Ellison      |
| 2020    | Mete Gazoz        | Mauro Nespoli          | Takaharu Furukawa  |
| 2024    | Kim Woo-jin       | Brady Ellison          | Lee Woo-seok       |

#### Mannschaft
| Olympia | Gold                                                    | Silber                                                           | Bronze                                                       |
| ------- | ------------------------------------------------------- | ---------------------------------------------------------------- | ------------------------------------------------------------ |
| 1988    | Südkorea Chun In-soo Lee Han-sup Park Sung-soo          | Vereinigte Staaten Jay Barrs Richard McKinney Darrell Pace       | Großbritannien Steven Hallard Richard Priestman Leroy Watson |
| 1992    | Spanien Juan Holgado Alfonso Menéndez Antonio Vázquez   | Finnland Ismo Falck Jari Lipponen Tomi Poikolainen               | Großbritannien Steven Hallard Richard Priestman Simon Terry  |
| 1996    | Vereinigte Staaten Justin Huish Butch Johnson Rod White | Südkorea Jang Yong-ho Kim Bo-ram Oh Kyo-moon                     | Italien Matteo Bisiani Michele Frangilli Andrea Parenti      |
| 2000    | Südkorea Oh Kyo-moon Jang Yong-ho Kim Chung-tae         | Italien Matteo Bisiani Michele Frangilli Ilario Di Buò           | Vereinigte Staaten Butch Johnson Rod White Vic Wunderle      |
| 2004    | Südkorea Im Dong-hyun Jang Yong-ho Park Kyung-mo        | Chinesisch Taipeh Chen Szu-yuan Liu Ming-huang Wang Cheng-pang   | Ukraine Dmytro Hratschow Wiktor Ruban Oleksandr Serdjuk      |
| 2008    | Südkorea Im Dong-hyun Lee Chang-hwan Park Kyung-mo      | Italien Ilario Di Buò Marco Galiazzo Mauro Nespoli               | Volksrepublik China Jiang Lin Li Wenquan Xue Haifeng         |
| 2012    | Italien Michele Frangilli Marco Galiazzo Mauro Nespoli  | Vereinigte Staaten Brady Ellison Jake Kaminski Jacob Wukie       | Südkorea Im Dong-hyun Kim Bub-min Oh Jin-hyek                |
| 2016    | Südkorea Kim Woo-jin Ku Bon-chan Lee Seung-yun          | Vereinigte Staaten Brady Ellison Zach Garrett Jake Kaminski      | Australien Alec Potts Ryan Tyack Taylor Worth                |
| 2020    | Südkorea Kim Woo-jin Oh Jin-hyek Kim Je-deok            | Chinesisch Taipeh Deng Yu-cheng Tang Chih-chun Wei Chun-heng     | Japan Takaharu Furukawa Yūki Kawata Hiroki Mutō              |
| 2024    | Südkorea Kim Woo-jin Kim Je-deok Lee Woo-seok           | Frankreich Baptiste Addis Thomas Chirault Jean-Charles Valladont | Türkei Mete Gazoz Ulaş Berkim Tümer Abdullah Yıldırmış       |

### Frauen

#### Einzel
| Olympia | Gold                 | Silber           | Bronze              |
| ------- | -------------------- | ---------------- | ------------------- |
| 1972    | Doreen Wilber        | Irena Szydłowska | Emma Gaptschenko    |
| 1976    | Luann Ryon           | Walentyna Kowpan | Sebinisso Rustamowa |
| 1980    | Ketewan Lossaberidse | Natalja Butusowa | Päivi Aaltonen      |
| 1984    | Seo Hyang-soon       | Li Lingjuan      | Kim Jin-ho          |
| 1988    | Kim Soo-nyung        | Wang Hee-kyung   | Yun Young-sook      |
| 1992    | Cho Youn-jeong       | Kim Soo-nyung    | Natalia Valeeva     |
| 1996    | Kim Kyung-wook       | He Ying          | Olena Sadownytscha  |
| 2000    | Yun Mi-jin           | Kim Nam-soon     | Kim Soo-nyung       |
| 2004    | Park Sung-hyun       | Lee Sung-jin     | Alison Williamson   |
| 2008    | Zhang Juanjuan       | Park Sung-hyun   | Yun Ok-hee          |
| 2012    | Ki Bo-bae            | Aída Román       | Mariana Avitia      |
| 2016    | Chang Hye-jin        | Lisa Unruh       | Ki Bo-bae           |
| 2020    | An San               | Jelena Ossipowa  | Lucilla Boari       |
| 2024    | Lim Si-hyeon         | Nam Su-hyeon     | Lisa Barbelin       |

#### Mannschaft
| Olympia | Gold                                                 | Silber                                                          | Bronze                                                                      |
| ------- | ---------------------------------------------------- | --------------------------------------------------------------- | --------------------------------------------------------------------------- |
| 1988    | Südkorea Kim Soo-nyung Wang Hee-kyung Yun Young-sook | Indonesien Lilies Handayani Nurfitriyana Saiman Kusuma Wardhani | Vereinigte Staaten Deborah Ochs Denise Parker Melanie Skillman              |
| 1992    | Südkorea Cho Youn-jeong Kim Soo-nyung Lee Eun-kyung  | Volksrepublik China Ma Xiangjun Wang Hong Wang Xiaozhu          | Vereintes Team Ljudmyla Arschannikowa Chatuna Kwriwischwili Natalia Valeeva |
| 1996    | Südkorea Kim Jo-sun Kim Kyung-wook Yoon Hye-young    | Deutschland Barbara Mensing Cornelia Pfohl Sandra Wagner-Sachse | Polen Iwona Dzięcioł Katarzyna Klata Joanna Nowicka                         |
| 2000    | Südkorea Kim Soo-nyung Kim Nam-soon Yun Mi-jin       | Ukraine Olena Sadownytscha Natalija Burdejna Kateryna Serdjuk   | Deutschland Barbara Mensing Cornelia Pfohl Sandra Wagner-Sachse             |
| 2004    | Südkorea Lee Sung-jin Park Sung-hyun Yun Mi-jin      | Volksrepublik China He Ying Lin Sang Zhang Juanjuan             | Chinesisch Taipeh Chen Li-ju Wu Hui-ju Yuan Shu-chi                         |
| 2008    | Südkorea Joo Hyun-jung Park Sung-hyun Yun Ok-hee     | Volksrepublik China Chen Ling Guo Dan Zhang Juanjuan            | Frankreich Virginie Arnold Sophie Dodémont Bérengère Schuh                  |
| 2012    | Südkorea Choi Hyun-joo Ki Bo-bae Lee Sung-jin        | Volksrepublik China Cheng Ming Fang Yuting Xu Jing              | Japan Ren Hayakawa Miki Kanie Kaori Kawanaka                                |
| 2016    | Südkorea Ki Bo-bae Choi Mi-sun Chang Hye-jin         | Russland Tujana Daschidorschijewa Xenija Perowa Inna Stepanowa  | Chinesisch Taipeh Lei Chien-ying Lin Shih-chia Tan Ya-ting                  |
| 2020    | Südkorea An San Jang Min-hee Kang Chae-young         | ROC Swetlana Gombojewa Jelena Ossipowa Xenija Perowa            | Deutschland Michelle Kroppen Charline Schwarz Lisa Unruh                    |
| 2024    | Südkorea Lim Si-hyeon Jeon Hun-young Nam Su-hyeon    | Volksrepublik China An Qixuan Li Jiaman Yang Xiaolei            | Mexiko Ángela Ruiz Alejandra Valencia Ana Paula Vázquez                     |

### Mixed
| Olympia | Gold                              | Silber                                       | Bronze                                          |
| ------- | --------------------------------- | -------------------------------------------- | ----------------------------------------------- |
| 2020    | Südkorea Kim Je-deok An San       | Niederlande Steve Wijler Gabriela Schloesser | Mexiko Luis Álvarez Alejandra Valencia          |
| 2024    | Südkorea Kim Woo-jin Lim Si-hyeon | Deutschland Florian Unruh Michelle Kroppen   | Vereinigte Staaten Brady Ellison Casey Kaufhold |

## Programm der Spiele 1900 bis 1920
Diese Wettbewerbe wurden, meist sogar nur ein einziges Mal, bei den Olympischen Spielen von 1900 bis 1920 ausgetragen.

### Männer

#### Au cordon doré (50 m - Scheibenschießen)
| Olympia | Silber        | Bronze           | Dritter Platz |
| ------- | ------------- | ---------------- | ------------- |
| 1900    | Henri Hérouin | Hubert Van Innis | Émile Fisseux |

#### Au cordon doré (33 m - Scheibenschießen)
| Olympia | Silber           | Bronze         | Dritter Platz          |
| ------- | ---------------- | -------------- | ---------------------- |
| 1900    | Hubert Van Innis | Victor Thibaud | Charles Frédéric Petit |

#### Au chapelet (50 m - Scheibenschießen)
| Olympia | Silber        | Bronze      | Dritter Platz |
| ------- | ------------- | ----------- | ------------- |
| 1900    | Eugène Mougin | Henri Helle | Émile Mercier |

#### Au chapelet (33 m - Scheibenschießen)
| Olympia | Silber           | Bronze         | Dritter Platz          |
| ------- | ---------------- | -------------- | ---------------------- |
| 1900    | Hubert Van Innis | Victor Thibaud | Charles Frédéric Petit |

#### Sur la perche à la herse (Mastschießen)
| Olympia | Silber          | Bronze                         | Dritter Platz |
| ------- | --------------- | ------------------------------ | ------------- |
| 1900    | Emmanuel Foulon | Auguste Serrurier Émile Druart |               |

#### Sur la perche à la pyramide (Mastschießen)
| Olympia | Silber         | Bronze            | Dritter Platz |
| ------- | -------------- | ----------------- | ------------- |
| 1900    | Émile Grumiaux | Auguste Serrurier | Louis Glineux |

#### Au cordon doré (50 m – Scheibenschießen) championat du monde
An diesem Wettbewerb durften sich nur die besten Schützen der vorherigen Wettkämpfe beteiligen. Es ist umstritten, ob er als olympischer Wettkampf oder nicht anzusehen ist, da es sich dem Namen nach um eine Weltmeisterschaft handelt.
| Olympia | Erster Platz   | Zweiter Platz     | Dritter Platz |
| ------- | -------------- | ----------------- | ------------- |
| 1900    | Émile Grumiaux | Auguste Serrurier | Louis Glineux |

#### Double York Round
| Olympia | Gold          | Silber               | Bronze           |
| ------- | ------------- | -------------------- | ---------------- |
| 1904    | George Bryant | Robert Williams      | William Thompson |
| 1908    | William Dod   | Reginald Brooks-King | Henry Richardson |

#### Double American Round
| Olympia | Gold          | Silber          | Bronze           |
| ------- | ------------- | --------------- | ---------------- |
| 1904    | George Bryant | Robert Williams | William Thompson |

#### Team American Round
| Olympia | Gold | Silber                                                                                             | Bronze                                                                                       |
| ------- | --- | -------------------------------------------------------------------------------------------------- | -------------------------------------------------------------------------------------------- |
| 1904    | Vereinigte Staaten Potomac Archers, Washington D. C. William Thompson Robert Williams Lewis Maxson Galen Spencer | Vereinigte Staaten Cincinnati Archers Charles Woodruff William Clark Charles Hubbard Samuel Duvall | Vereinigte Staaten Boston Archers George Bryant Wallace Bryant Cyrus Dallin Henry Richardson |

#### Continental Round
| Olympia | Gold          | Silber       | Bronze          |
| ------- | ------------- | ------------ | --------------- |
| 1908    | Eugène Grisot | Louis Vernet | Gustave Cabaret |

#### Festes Vogelziel, kleiner Vogel, Einzel
| Olympia | Gold            | Silber             | Bronze         |
| ------- | --------------- | ------------------ | -------------- |
| 1920    | Edmond Van Moer | Louis Van De Perck | Joseph Hermans |

#### Festes Vogelziel, großer Vogel, Einzel
| Olympia | Gold            | Silber             | Bronze         |
| ------- | --------------- | ------------------ | -------------- |
| 1920    | Edmond Cloetens | Louis Van De Perck | Firmin Flamand |

#### Festes Vogelziel, kleiner Vogel, Mannschaft
| Olympia | Gold | Silber | Bronze |
| ------- | --- | ------ | ------ |
| 1920    | Belgien Edmond Cloetens Louis Van De Perck Firmin Flamand Edmond Van Moer Joseph Hermans Auguste van de Verre |        |        |

#### Festes Vogelziel, großer Vogel, Mannschaft
| Olympia | Gold | Silber | Bronze |
| ------- | --- | ------ | ------ |
| 1920    | Belgien Edmond Cloetens Louis Van De Perck Firmin Flamand Edmond Van Moer Joseph Hermans Auguste van de Verre |        |        |

#### Bewegliches Vogelziel, 28 m, Einzel
| Olympia | Gold             | Silber         | Bronze |
| ------- | ---------------- | -------------- | ------ |
| 1920    | Hubert Van Innis | Léonce Quentin |        |

#### Bewegliches Vogelziel, 28 m, Mannschaft
| Olympia | Gold | Silber | Bronze |
| ------- | --- | --- | --- |
| 1920    | Niederlande Janus Theeuwes Hendrikus van Bussel Jan Joseph Packbiers Adrianus van Merrienboer Jo van Gastel Theo Willems Piet de Brouwer Tiest van Gestel | Belgien Hubert Van Innis Alphonse Allaert Edmond de Knibber Louis Delcon Jérôme De Mayer Pierre van Thielt Louis Fierens Louis Van Beeck | Frankreich Julien Brulé Léonce Quentin Eugène Grisot Pascal Fauvel Eugène Richez Paul Leroy Artur Mabellon |

#### Bewegliches Vogelziel, 33 m, Einzel
| Olympia | Gold             | Silber       | Bronze |
| ------- | ---------------- | ------------ | ------ |
| 1920    | Hubert Van Innis | Julien Brulé |        |

#### Bewegliches Vogelziel, 33 m, Mannschaft
| Olympia | Gold | Silber | Bronze |
| ------- | --- | --- | ------ |
| 1920    | Belgien Hubert Van Innis Pierre van Thielt Louis Van Beeck Jérôme De Mayer Alphonse Allaert Louis Delcon Edmond de Knibber Louis Fierens | Frankreich Julien Brulé Léonce Quentin Eugène Richez Pascal Fauvel Eugène Grisot Paul Leroy Artur Mabellon |        |

#### Bewegliches Vogelziel, 50 m, Einzel
| Olympia | Gold         | Silber           | Bronze |
| ------- | ------------ | ---------------- | ------ |
| 1920    | Julien Brulé | Hubert Van Innis |        |

#### Bewegliches Vogelziel, 50 m, Mannschaft
| Olympia | Gold | Silber | Bronze |
| ------- | --- | --- | ------ |
| 1920    | Belgien Hubert Van Innis Pierre van Thielt Jérôme De Mayer Alphonse Allaert Edmond de Knibber Louis Delcon Louis Van Beeck Louis Fierens | Frankreich Julien Brulé Léonce Quentin Eugène Richez Pascal Fauvel Eugène Grisot Paul Leroy Artur Mabellon |        |

### Frauen

#### Double National Round
| Olympia | Gold           | Silber        | Bronze             |
| ------- | -------------- | ------------- | ------------------ |
| 1904    | Matilda Howell | Emma Cooke    | Jessie Pollock     |
| 1908    | Sybil Newall   | Charlotte Dod | Beatrice Hill-Lowe |

#### Double Columbia Round
| Olympia | Gold           | Silber     | Bronze         |
| ------- | -------------- | ---------- | -------------- |
| 1904    | Matilda Howell | Emma Cooke | Jessie Pollock |

#### Team Round
| Olympia | Gold                                                                                             | Silber                                                                       | Bronze |
| ------- | ------------------------------------------------------------------------------------------------ | ---------------------------------------------------------------------------- | ------ |
| 1904    | Vereinigte Staaten Cincinnati Archers Matilda Howell Jessie Pollock Emily Woodruff Leonie Taylor | Vereinigte Staaten Potomac Archers, Washington D. C. Emma Cooke Mabel Taylor |        |